# Plaza Treinta-y-Tres (Salto)
La place Treinta-y-Tres (en espagnol : Plaza Treinta-y-Tres) est la plus ancienne place urbaine de la ville de Salto, ville de l'Uruguay et capitale du département de Salto.

## Situation
La place Treinta-y-Tres, de forme quadrangulaire, est longée par les rues Uruguay, J. G. Artigas, Florencio Sánchez et Juan Carlos Gomez.
À ses débuts, elle fut connue sous le nom de Vieille Place (en espagnol : Plaza Vieja') étant créée en même temps que la ville.
Avec le développement du centre de la ville, appelé maintenant Centro par ses habitants, la place Treinta-y-Tres a perdu sa centralité urbaine mais elle s'inscrit dans un riche espace patrimonial étant entourée de plusieurs bâtiments historiques classés. À l'angle sud-est de la place, se situe l'Ateneo de Salto, sur le côté sud de la place sont implantées la Préfecture de police et sa porte monumentale, tandis qu'à l'ouest, au débouché de la rue Uruguay, se trouve le Palais Córdoba. Enfin, au nord-est, légèrement à l'écart de la place, se situe le beau Théâtre Larrañaga.

## Origines
Elle fut le lieu des manifestations des principales activités de la communauté naissante depuis le premier tracé urbain (espagnol : delineamiento urbano). Sur cette place eurent lieu les processions religieuses, les actes politiques, les célébrations patriotiques, jusqu'à que soit inauguré en 1940 le Monument au Général Artigas sur la Place Artigas recevant dès lors tous les événements principaux.
Vers 1855, l'église paroissiale Notre-Dame du Mont Carmel fut édifiée sur le côté est de la place remplaçant l'ancienne chapelle construite en 1818. Selon certains historiens, ce fut pendant le gouvernement de Latorre (décennie 1870) que fut réalisée la première fontaine, revêtue d'améthystes et de quartz avec sa source d'eau. Elle était entourée d'une clôture.

## Aménagements ultérieurs
En 1910, des réformes ont été mises en place incluant une division en parcelles symétriques. Une restauration fut menée pour modifier la fontaine centrale qui, alors, avait une représentation d'un ange sur sa cime. De vieux arbres furent arrachés et de nouveaux furent plantés. Des colonnes de fer furent installées pour améliorer l'éclairage de la place et quatre statues représentant les quatre saisons y furent érigées. Un escalier fut construit à l'intersection des rues Artigas (appelée antérieurement Daymán) et Juan Carlos Gómez. Cet embellissement de la place fut réalisé dans le style Belle Époque alors très en vogue dans la ville et contribua à en faire une des plus belles places urbaines de Salto.
En 1974, fut réalisé et installé le buste de José Pedro Varela à l'angle des rues Artigas et Florencio Sánchez. Aussi une scène fut construite sur laquelle furent placés les bustes des héros de la Croisade des Treinta y Tres Orientales Manuel Oribe et Juan Antonio Lavalleja. Un autre escalier fut réalisé sur la rue Juan Carlos Gómez et les sculptures des deux lions furent déplacées depuis la place jusqu'à l'édifice de l'Intendance departementale.
En 1997, fut réalisé un autre aménagement en hommage à l'Intendant Marcelino Leal faisant supprimer l'estrade et déplacer les bustes existants plus au centre de la place. Une rangée de cascatelles y fut installée. Une autre fontaine fut conçue avec divers jets d'eau et des lumières de couleurs.

## Galerie

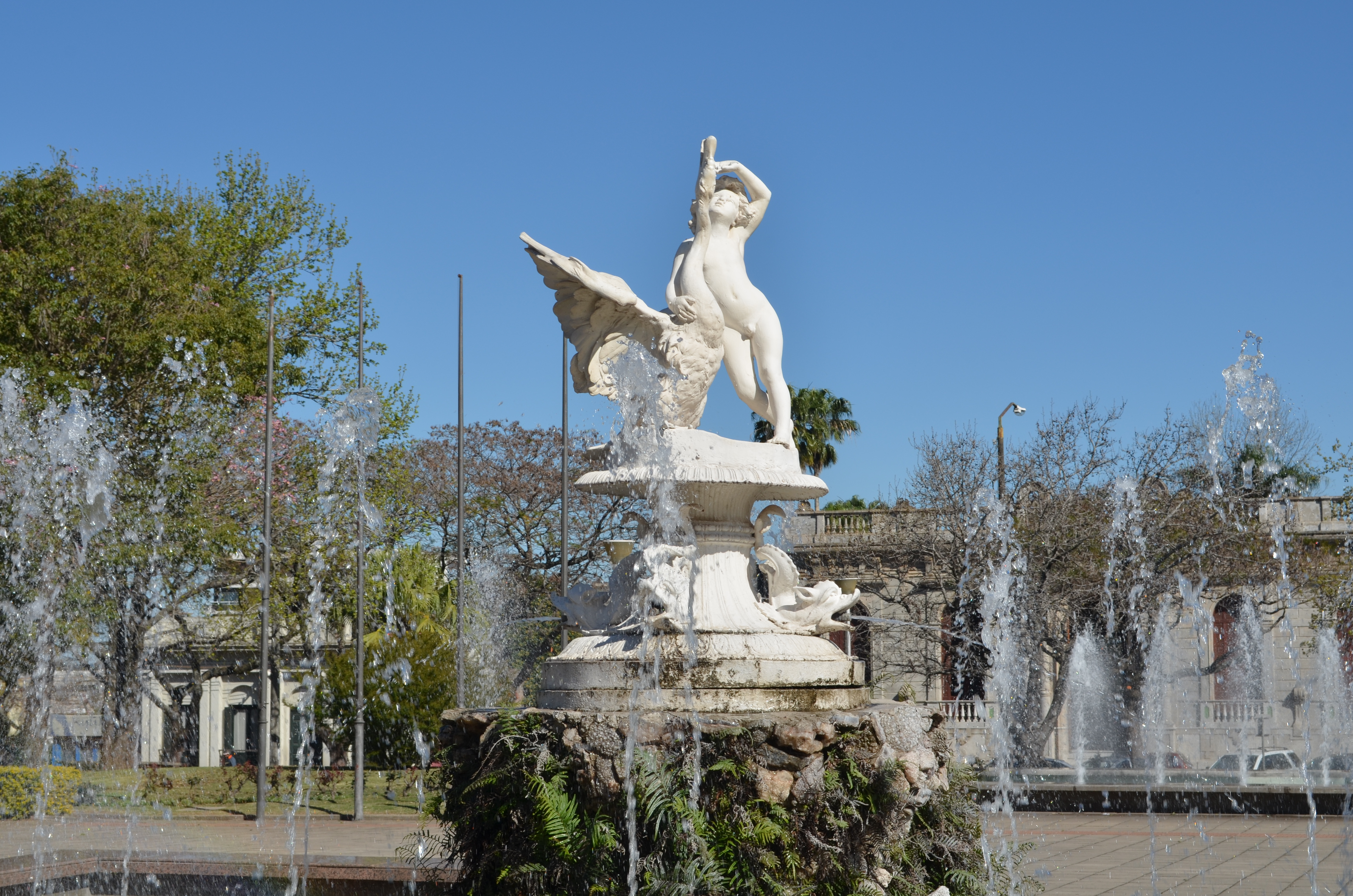
Fontaine centrale sur la Place Treinta y Tres de Salto.
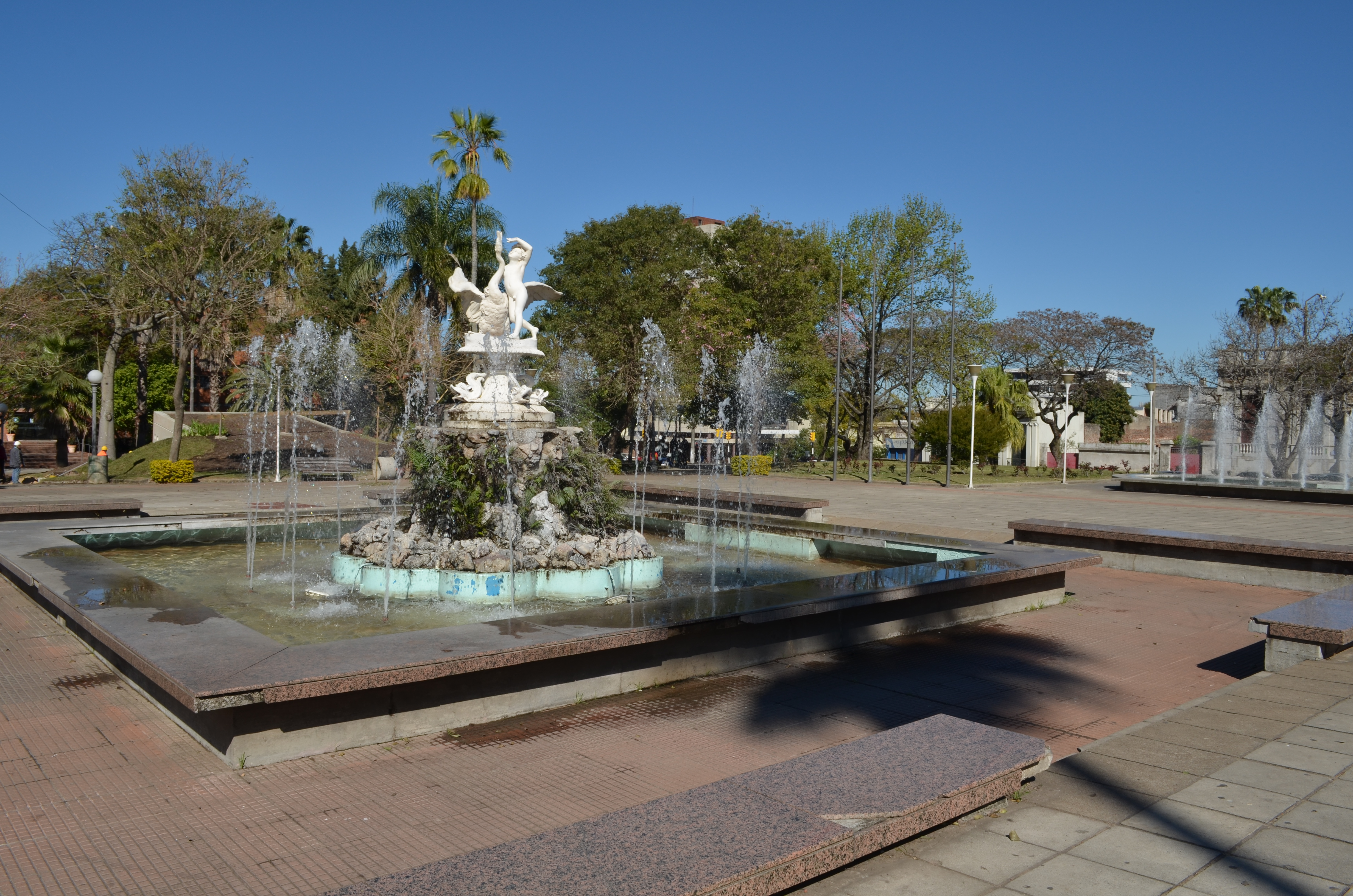
Fontaine de la Place Treinta y Tres de Salto.
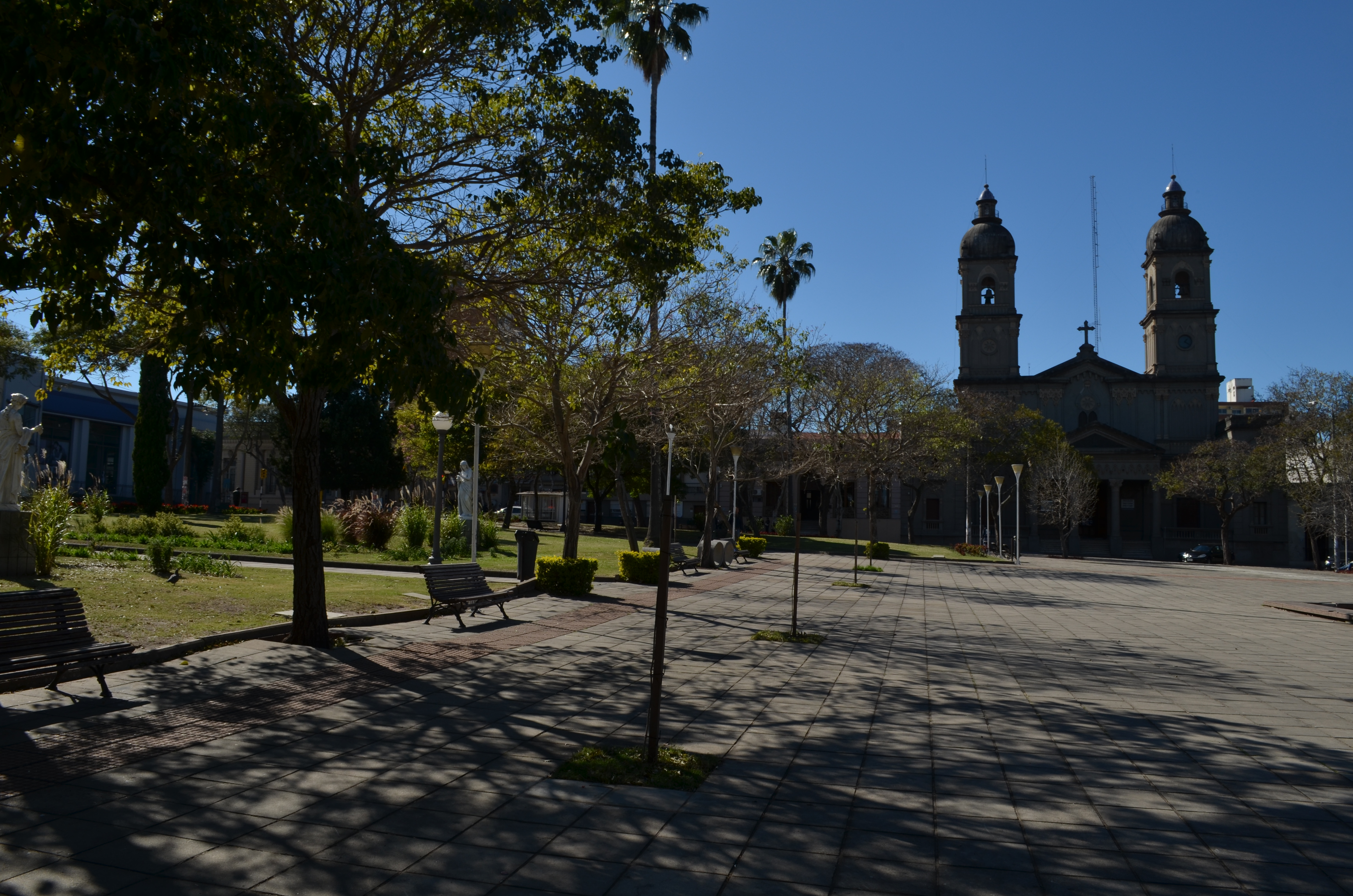
Place Treinta y Tres de Salto.
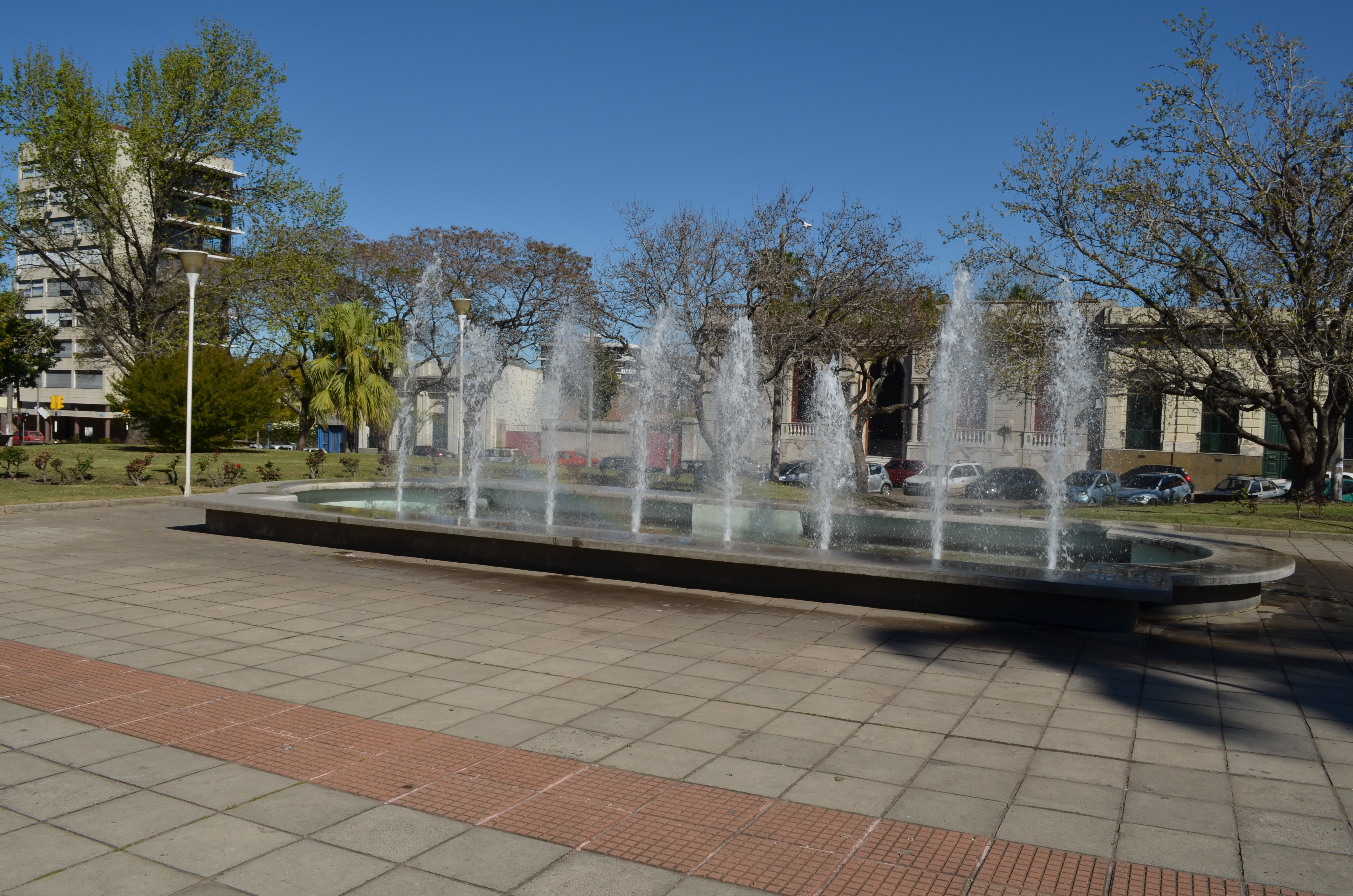
Place Treinta y Tres de Salto.
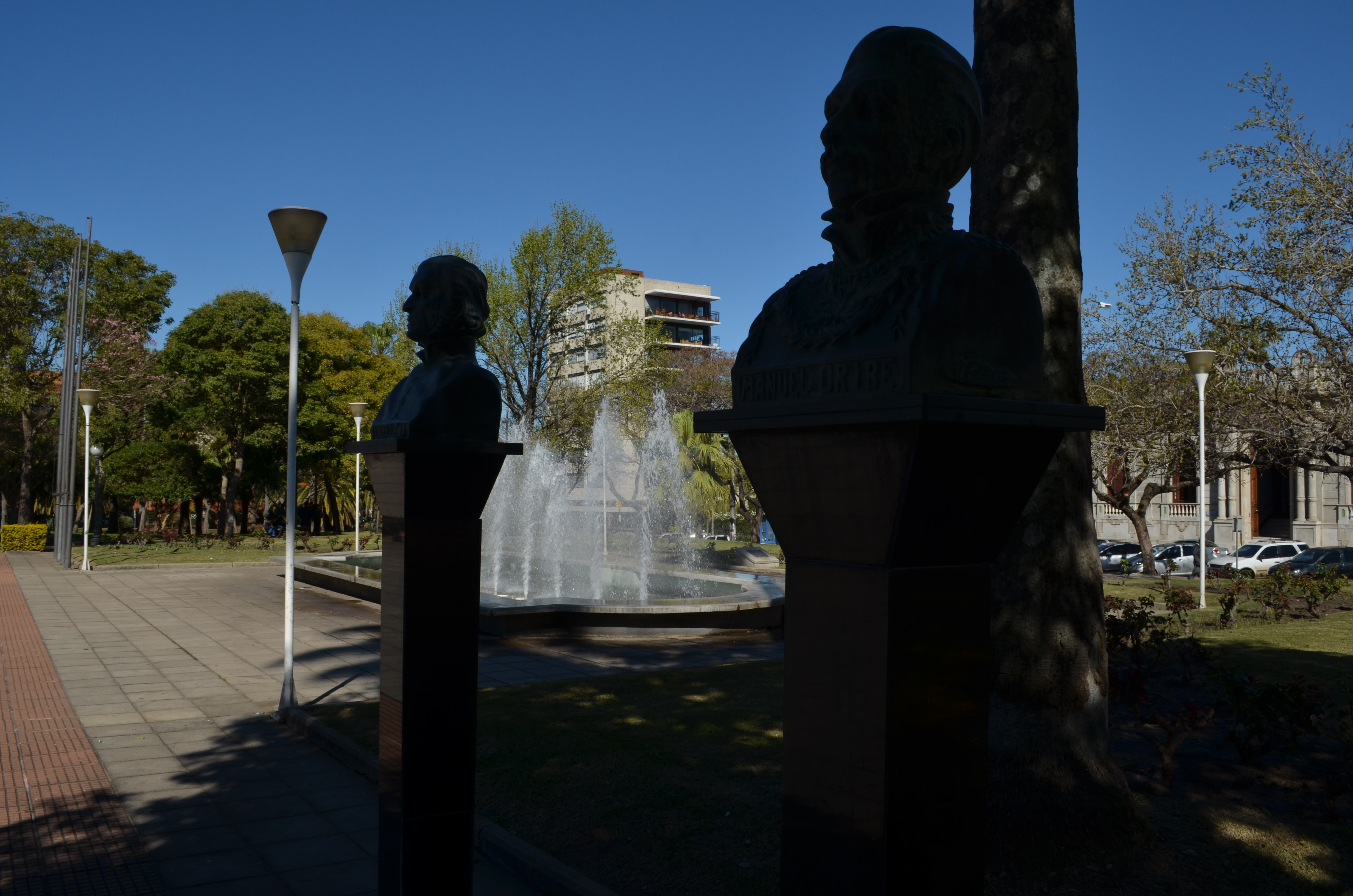
Bustes de Juan Antonio Lavalleja et Manuel Oribe.
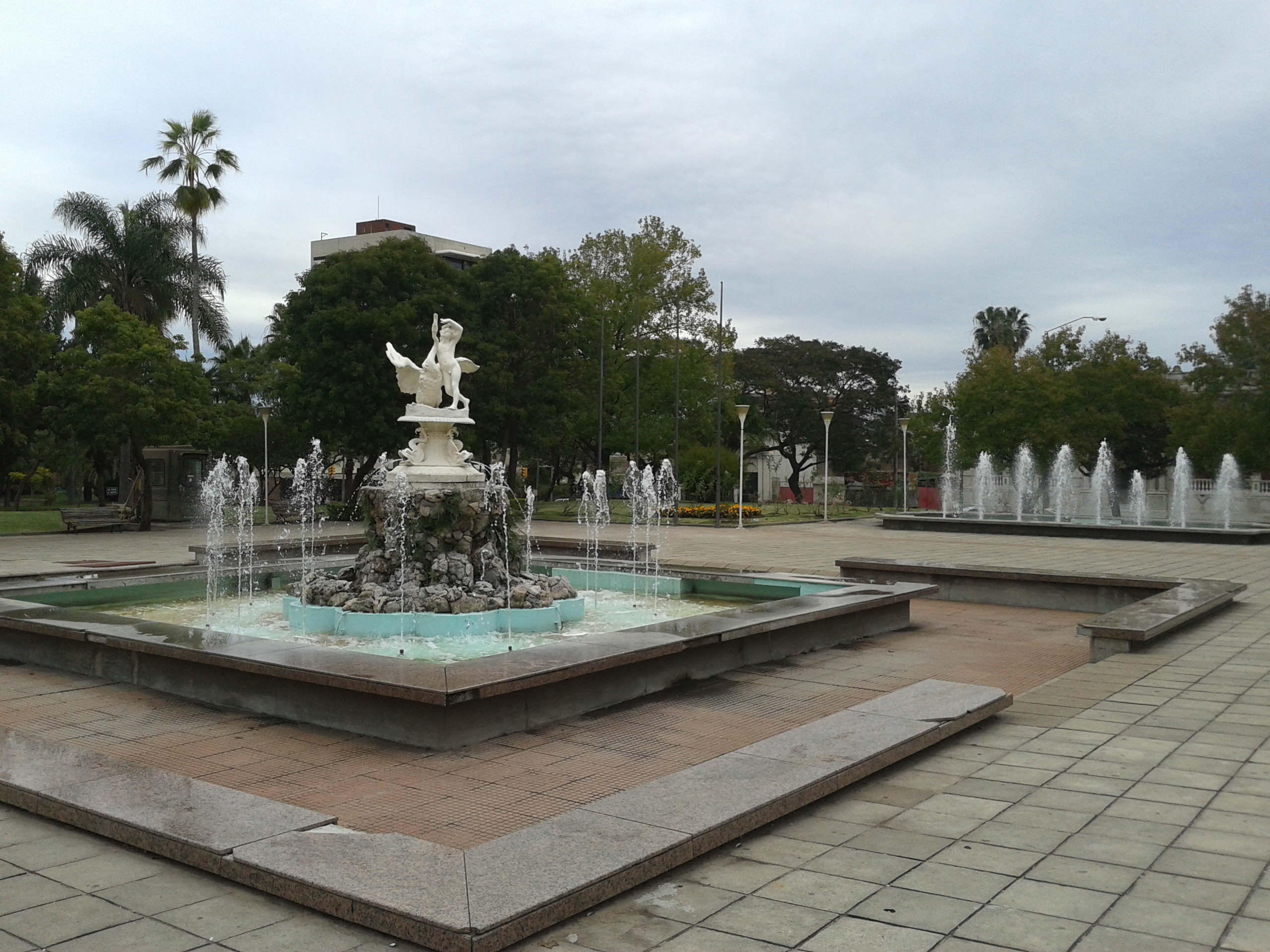
Jardin et fontaines de la Place Treinte-y-Tres.
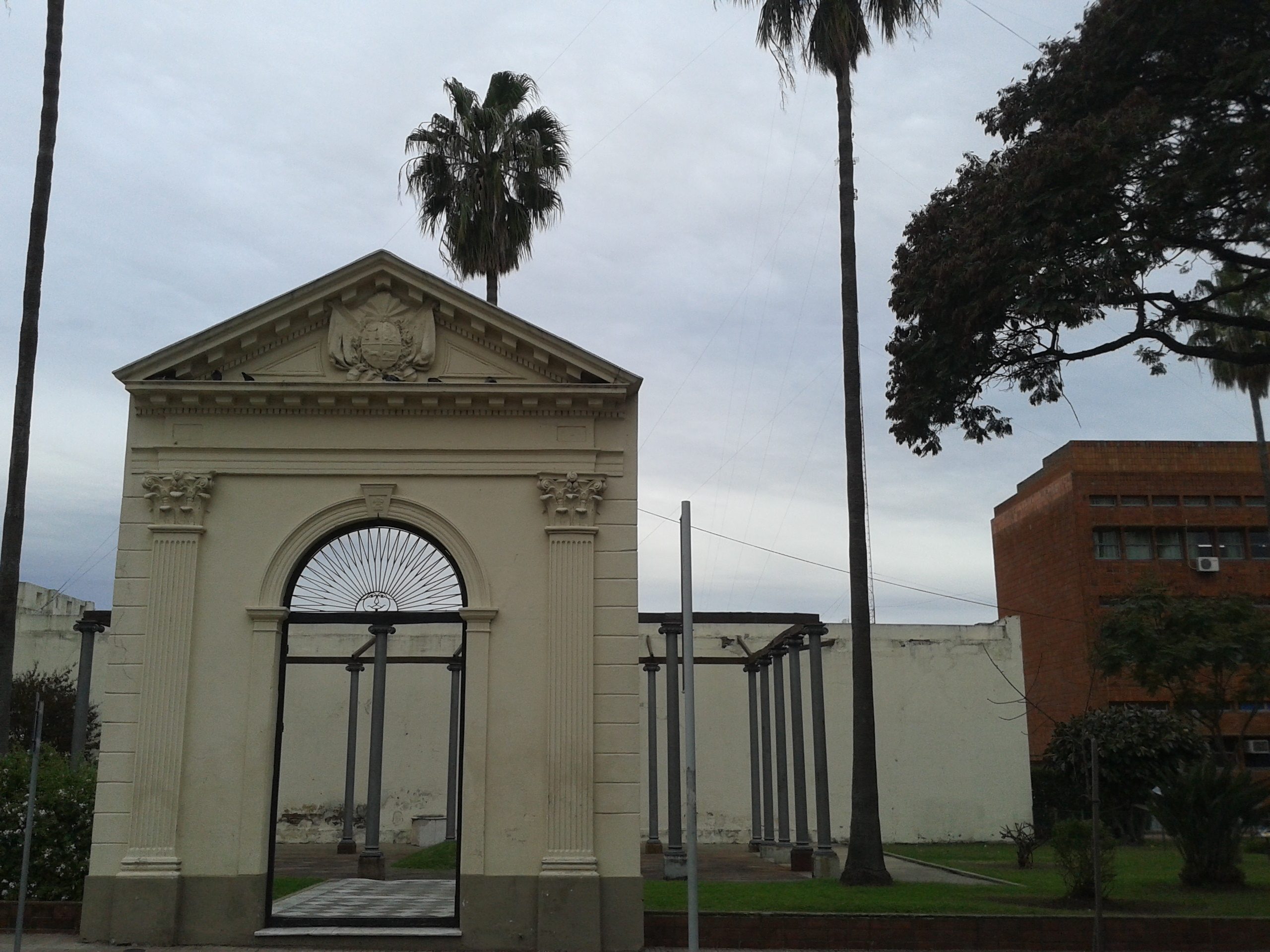
La porte historique de l'ancienne préfecture de police de Salto trône devant la place Treinta-y-Tres sur son côté sud.

## Liens connexes
- Salto
- Église paroissiale Notre-Dame du Mont Carmel
- Ateneo de Salto
- Théâtre Larrañaga
- Palais Córdoba
- Place Artigas
- Plazoleta Franklin Delano Roosevelt